# Almostali
Abu Tamim Maade Almostancir Bialá (Abū Tamīm Ma'add al-Mustanṣir bi-llāh), melhor conhecido como Amade Almostali (em árabe: أحمد المستعلى; romaniz.: Ahmad al-Musta'li) foi o nono califa fatímida e é tido pelos ismailitas mustalitas como sendo o 19º imame. Almostali foi alçado ao poder pelo vizir e regente Lavendálio (r. 1094–1121) como sucessor de seu pai Almostancir. Em todos os sentidos, o califa era subordinado de seu poderoso vizir.

## Crise sucessória
Uma complicação na escolha de Almostali foi o seu irmão mais velho Nizar, que era considerado como o verdadeiro herdeiro do trono. A escolha de Almostali levou a uma guerra civil entre os fatímidas e, embora a revolta de Nizar tenha sido derrotada (terminando com sua morte na prisão), a quebra nas regras de sucessão causaram um cisma entre os xiitas ismailitas. Nos territórios do turcos seljúcidas da Síria e da Pérsia, a seita dos nizaris se desenvolveu, um ramo do que é conhecido historicamente como ordem dos assassinos. Os que apoiaram o imamamto de Almostali ficaram conhecidos como mustalitas.
Durante o reinado do califa, a Primeira Cruzada (1099) fundou o Reino de Jerusalém, o Condado de Trípoli e o Principado de Antioquia na Terra Santa, o que reduziu ainda mais o poder dos fatímidas na Síria e na Palestina. Almostali foi sucedido por seu filho, Alamir (r. 1101–1130), depois do qual a seita dos mustalitas se dividiu novamente entre as seitas dos hafizitas e dos taiabidas.